# Kai Michalke
Kai Michalke (* 5. April 1976 im Bochumer Stadtteil Werne) ist ein ehemaliger deutscher Fußballspieler. Er spielte unter anderem für den VfL Bochum und den 1. FC Nürnberg in der Bundesliga und kam zu 17 Einsätzen in der U-21-Nationalmannschaft. 2008 beendete der Offensivspieler in der niederländischen Ehrendivision bei Heracles Almelo seine Karriere. 

## Sportliche Laufbahn

### Vereinskarriere
Als C-Jugendlicher war Kai Michalke 1989 von seinem Heimatverein SG Werne zum VfL Bochum gewechselt. Bereits als Jugendlicher machte er mit seinen Leistungen so sehr auf sich aufmerksam, dass Trainer Jürgen Gelsdorf ihn mit 17 Jahren in den Profikader aufnahm. Michalke kam in der Saison 1993/94 zwölfmal in der 2. Bundesliga zum Einsatz, schoss dabei zwei Tore und schaffte mit dem VfL den Aufstieg in die Erste Bundesliga. In der Folgesaison pendelte er zwischen Stammelf und Reservebank und konnte trotz 24 Einsätzen (5 Tore) nicht den Abstieg verhindern. 1995 krempelte Trainer Klaus Toppmöller die Elf radikal um, und Michalke schaffte den Durchbruch zum Stammspieler. Nach dem Wiederaufstieg verlor er seinen Stammplatz an der linken Außenbahn an Olaf Schreiber, trug aber mit sieben Toren zur überraschenden Qualifikation am UEFA-Pokal bei. Die nächsten beiden Jahre pendelte er verletzungsbedingt wieder zwischen Stammelf und Reservebank, ehe er 1999/2000 zu Hertha BSC wechselte.
An der Spree wurde Michalke nicht glücklich und absolvierte in zwei Jahren lediglich 22 Bundesligaspiele; kam aber auf zehn Einsätze in der Champions League Saison 1999/2000. 2001/02 wurde er zum 1. FC Nürnberg transferiert, wo er in zwei Jahren 43 Mal spielte und vier Tore schoss. 2003/04 wechselte er zu Alemannia Aachen in der Zweiten Bundesliga. Dort pendelte er in der ersten Saison zwischen Stammelf und Reservebank, etablierte sich aber in der Folgesaison und erzielte in seinen Karriere-Bestwert von elf Saisontoren. Er war Teil jener Mannschaft, die das DFB-Pokalfinale erreichte und (da Cupsieger Werder Bremen auch deutscher Meister wurde) im UEFA-Cup spielen durfte. 2005/06 folgte ein Wiedersehen in der 1. Liga, als er zum MSV Duisburg transferiert wurde. Dort aber absolvierte Michalke nur sechs Spiele und wechselte nach einer Saison zu Heracles Almelo in die niederländische Eredivisie. Dort wurde er zunächst durch einen Achillessehnenriss gestoppt, absolvierte aber in zwei Jahren 22 Ligaspiele.
Michalke absolvierte 158 (18 Tore) Bundesliga-, 99 (24) Zweitliga- und 10 (1) Champions-League-Partien. Dabei wurde er sowohl im Angriff als auch im offensiven Mittelfeld eingesetzt.

### Auswahleinsätze
Michalke spielte 17-mal in der deutschen U-21-Nationalmannschaft und erzielte dabei sechs Tore. 1992 wurde er mit der deutschen U-16-Auswahl auf Zypern U-16-Europameister.

## Trainerlaufbahn
Michalke besitzt eine Trainerlizenz. Zur Saison 2009/10 wechselte er zur SG Wattenscheid 09 in die fünftklassige NRW-Liga. Er übernahm hier den Trainerposten der B-Jugend und gehörte gleichzeitig zum Kader der 1. Herrenmannschaft, trennte sich jedoch bereits im August 2009 wieder von der SG Wattenscheid 09. Im Januar 2010 heuerte Michalke als Trainer beim Spitzenreiter der Landesliga Mittelrhein, SV Breinig (aus Stolberg bei Aachen), an. Nach einer sportlich katastrophalen Rückrunde trennte man sich bereits am Saisonende wieder.